# Mas de la Mata
Mas de la Mata és una masia del municipi del Port de la Selva inclosa en l'Inventari del Patrimoni Arquitectònic de Catalunya.

## Descripció
Situat al sud-est del nucli urbà de la població del Port de la Selva, al bell mig de la serra de Rodes. Des de la carretera GIP-6041, a poca distància del puig Margall i a l'altura dels dòlmens de Vinyes Mortes.
Masia força enrunada de planta rectangular, distribuïda en planta baixa i pis i amb la coberta a un sol vessant de teula, tot i que esfondrada. Presenta un cos adossat a l'oest, que potser va servir de pallissa o corral. Envers el sector est hi havia altres dependències també adossades, tot i que actualment també estan enrunades. La masia conserva obertures d'arc rebaixat i d'altres rectangulars. A la façana principal destaquen les dues portes d'accés de la planta baixa, d'arcs rebaixats bastits amb lloses. Al pis, les finestres són rectangulars i algunes conserven les llindes monolítiques. Així i tot, aquestes obertures estan molt transformades. Davant la façana principal hi ha una àmplia lliça, la qual presentava una escala exterior, avui molt enrunada, per accedir directament al pis. La lliça té l'entrada a migdia per mitjà d'un portal d'arc rebaixat, força degradat. Al mur de tramuntana s'hi adossava el forn de coure pa, del qual queden restes. Tot indica que els baixos de l'edifici eren destinats a estables i magatzems i el pis a habitatge.
La construcció és bastida amb pedra desbastada lligada amb morter, amb algunes reformes amb fragment de maons.
Cal destacar, a escassa distància a l'oest del mas, però dins del terme municipal de Vilajuïga, una estructura de planta circular, que perd amplada a mesura que guanya alçada. Està construïda damunt la roca geològica de la zona, en un dels vessants de la serra. Està bastida amb pedra de diverses mides i tipologies, lligada amb morter de calç. Les seves mesures aproximades són d'un metre de diàmetre al basament, amb una alçada d'un metre i vint centímetres. Sembla correspondre a les restes d'una fita termenera situada entre els dos termes municipals, en relació amb el mas.

## Història
El Mas de la Mata es troba dins el territori que fou dominat per l'abadia de Sant Pere de Rodes. Amb la llei de desamortització dels béns eclesiàstics del 1835 aquest mas fou inclòs entre les propietats que passaren a poder de l'Estat la majoria de les quals foren subhastades l'any 1844. Al B.O. de la província de Girona del dit any hi ha la relació de finques i compradors. Consta, entre el llistat d'edificis, que el Mas de la Mata (casa, paller i era) fou adquirit per Alberto Viñolas de Girona qui també adquirí 300 vessanes d'erm pertanyents al mateix mas, mentre altres 38 vessanes foren comprades per Agustí Tiffi, francès resident a Figueres. (segons la relació de la propietat rústega subhastada).- A uns 100 m a llevant del mas de la Mata hi ha les restes d'una construcció molt més antiga, de paret seca, que es tracta en fitxa pròpia.
Al costat del portal de la lliça hi havia un fragment enlluït en el qual hi fou gravada una inscripció, testimoni d'alguna reforma: "16 de Febrero / 1888 /16 de Fe..." També al costat del mateix portal, però a l'exterior, hi ha el nº de la casa amb rajola de ceràmica vidriada. La rajola també incorporava el nom del mas: "Can Mata".